# والری نپومنیاشی
والری نپومنیاشی (روسی: Валерий Кузьмич Непомнящий؛ زادهٔ ۷ اوت ۱۹۴۳) بازیکن فوتبال اهل اتحاد جماهیر شوروی سوسیالیستی و روسیه است.
از باشگاه‌هایی که در آن بازی کرده‌است می‌توان به باشگاه فوتبال دینامو سمرقند اشاره کرد.